# Sognolles-en-Montois
Sognolles-en-Montois és un municipi francès, situat al departament de Sena i Marne i a la regió de Illa de França. L'any 2007 tenia 415 habitants.
Forma part del cantó de Provins, del districte de Provins i de la Comunitat de comunes Bassée-Montois.

## Demografia

### Població
El 2007 la població de fet de Sognolles-en-Montois era de 415 persones. Hi havia 137 famílies, de les quals 32 eren unipersonals (12 homes vivint sols i 20 dones vivint soles), 31 parelles sense fills i 74 parelles amb fills.
La població ha evolucionat segons el següent gràfic:
Habitants censats

### Habitatges
El 2007 hi havia 169 habitatges, 142 eren l'habitatge principal de la família, 22 eren segones residències i 5 estaven desocupats. 168 eren cases i 1 era un apartament. Dels 142 habitatges principals, 130 estaven ocupats pels seus propietaris, 8 estaven llogats i ocupats pels llogaters i 4 estaven cedits a títol gratuït; 2 tenien dues cambres, 26 en tenien tres, 34 en tenien quatre i 79 en tenien cinc o més. 120 habitatges disposaven pel capbaix d'una plaça de pàrquing. A 52 habitatges hi havia un automòbil i a 83 n'hi havia dos o més.

### Piràmide de població
La piràmide de població per edats i sexe el 2009 era:
| Homes | Edats   | Dones |
| ----- | ------- | ----- |
| 0     | 95 o +  | 0     |
| 0     | 90 a 94 | 0     |
| 8     | 85 a 89 | 0     |
| 8     | 80 a 84 | 12    |
| 8     | 75 a 79 | 8     |
| 4     | 70 a 74 | 4     |
| 8     | 65 a 69 | 8     |
| 4     | 60 a 64 | 0     |
| 8     | 55 a 59 | 4     |
| 12    | 50 a 54 | 20    |
| 4     | 45 a 49 | 8     |
| 16    | 40 a 44 | 12    |
| 8     | 35 a 39 | 16    |
| 8     | 30 a 34 | 12    |
| 4     | 25 a 29 | 8     |
| 8     | 20 a 24 | 8     |
| 24    | 15 a 19 | 8     |
| 16    | 10 a 14 | 16    |
| 8     | 5 a 9   | 4     |
| 28    | 0 a 4   | 4     |

## Economia
El 2007 la població en edat de treballar era de 248 persones, 198 eren actives i 50 eren inactives. De les 198 persones actives 182 estaven ocupades (97 homes i 85 dones) i 16 estaven aturades (9 homes i 7 dones). De les 50 persones inactives 13 estaven jubilades, 23 estaven estudiant i 14 estaven classificades com a «altres inactius».

### Ingressos
El 2009 a Sognolles-en-Montois hi havia 141 unitats fiscals que integraven 407 persones, la mediana anual d'ingressos fiscals per persona era de 19.438 €.

### Activitats econòmiques
Dels 18 establiments que hi havia el 2007, 1 era d'una empresa alimentària, 1 d'una empresa de fabricació d'altres productes industrials, 2 d'empreses de construcció, 4 d'empreses de comerç i reparació d'automòbils, 1 d'una empresa de transport, 1 d'una empresa financera, 2 d'empreses immobiliàries, 5 d'empreses de serveis i 1 d'una empresa classificada com a «altres activitats de serveis».
Dels 4 establiments de servei als particulars que hi havia el 2009, 1 era una lampisteria, 1 electricista i 2 agències immobiliàries.
L'únic establiment comercial que hi havia el 2009 era una fleca.
L'any 2000 a Sognolles-en-Montois hi havia 5 explotacions agrícoles que ocupaven un total de 575 hectàrees.

## Equipaments sanitaris i escolars
El 2009 hi havia una escola maternal integrada dins d'un grup escolar amb les comunes properes formant una escola dispersa.

## Poblacions més properes
El següent diagrama mostra les poblacions més properes.